# Preactiidae
Preactiidae — невелика родина одиночних коралових поліпів ряду Актинії (Actiniaria). Родина складається з двох видів, що поділені на два монотипічних роди: 
- Dactylanthus
  - Dactylanthus antarcticus (Clubb, 1908)[2]
- Preactis
  - Preactis millardae England in England & Robson, 1984[3]

Представники родини мешкають в помірних водах біля берегів Південної Африки і Чилі. Досягають великих розмірів — до 30 см довжини і 6 см впопереку.